# Conferencia Arcadia

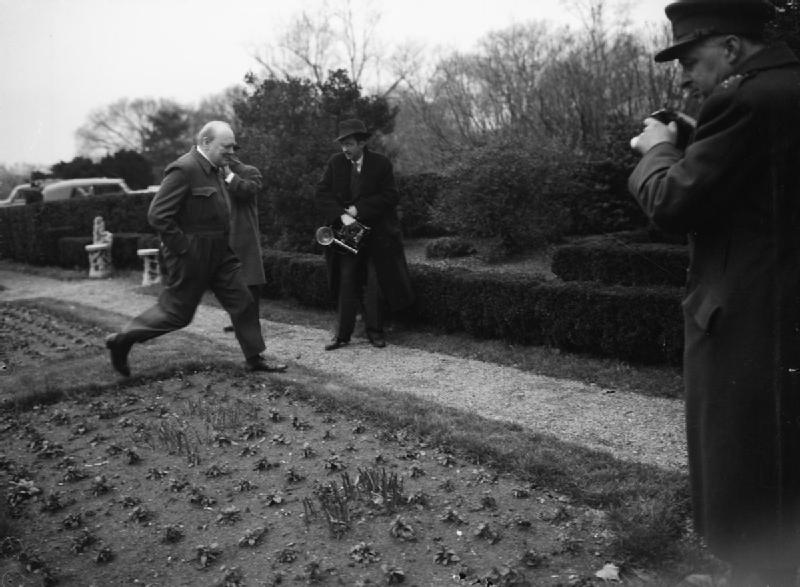
Conferencia de Arcadia, Fotografías en blanco y negro de monos, enero de 1942 en Washington, D

La Primera Conferencia de Washington, también conocida como la Conferencia Arcadia (ARCADIA fue el nombre en clave de la conferencia), se celebró en Washington entre el 22 de diciembre de 1941 y el 14 de enero de 1942.
La conferencia juntó a los principales líderes militares británicos y estadounidenses. Las conversaciones que mantuvieron Churchill y Roosevelt llevaron a una serie de decisiones de cara al esfuerzo bélico de 1942-1943. Las decisiones fueron invadir África del Norte en 1942, enviar bombarderos estadounidenses a bases en Inglaterra y que los británicos fortaleciesen sus fuerzas en el Pacífico.
La Conferencia Arcadia fue el primer encuentro sobre estrategia militar entre británicos y estadounidenses, celebrándose dos semanas después de la entrada en guerra de Estados Unidos. En Arcadia también se habló de diplomacia internacional y de aspectos políticos, entre ellos los términos de cara a la posguerra, siguiendo lo estipulado en la Carta del Atlántico. El 1 de enero de 1942, 26 gobiernos presentes en la conferencia aceptaron la Declaración de las Naciones Unidas.